# Humberto Silva
Humberto Coelho Neto e Silva (Santo André, 17 de fevereiro de 1965) é um líder humanitário brasileiro para a luta mundial contra as hepatites. Profissional de marketing e diretor de entidades sociais.
Criador do projeto Hepatite Zero, que visa mobilizar mais de 200 países no mundo para a deteção, tratamento, vacinação e prevenção das hepatites.
Presidente  mundial do R.A.G (Rotarian Action Group) do Rotary para a luta contra as hepatites virais.
O projeto visa a erradicação de todas as formas de hepatites virais.
No dia 4 de agosto de 2017, o município de São Paulo concedeu a Humberto Silva o Título Honorário de Cidadão Paulistano por sua atuação no combate às hepatites virais, ao câncer infantil e demais ações humanitárias. 

## História
Humberto descobriu que estava contaminado com o vírus HCV, da Hepatite C, no ano de 2010, ao preparar-se para ir à África do Sul assistir à Copa do Mundo.
Como tencionava percorrer vários países da África em trabalho de ajuda às crianças com câncer, ele resolveu tomar vacinas.
O infectologista que o atendeu pediu-lhe que fizesse alguns exames de sangue. Entre eles o da Hepatite C.  Ao fazê-los, descobriu que, para a sua surpresa, estava contaminado. Ao realizar a biopsia do fígado, constatou a cirrose. Concluiu-se que ele deveria estar contaminado há muitos anos, provavelmente há mais de 30 anos, sem nunca ter sentido qualquer sintoma.
Ao voltar da África e iniciar tratamento, Humberto pesquisou tudo sobre o assunto das Hepatites, principalmente a C, ao ponto de tornar-se um especialista no tema.
Iniciou aí uma sequência de diversos congressos no país e também no exterior. .
Perplexo com fato de nunca ter sentido qualquer sintoma, mas de estar já com o fígado comprometido e com cirrose avançada, Humberto descobriu que havia outros 3 milhões de brasileiros carregando o vírus sem saber. -Cerca de meio bilhão em todo o mundo, se somadas as formas B e C da doença.

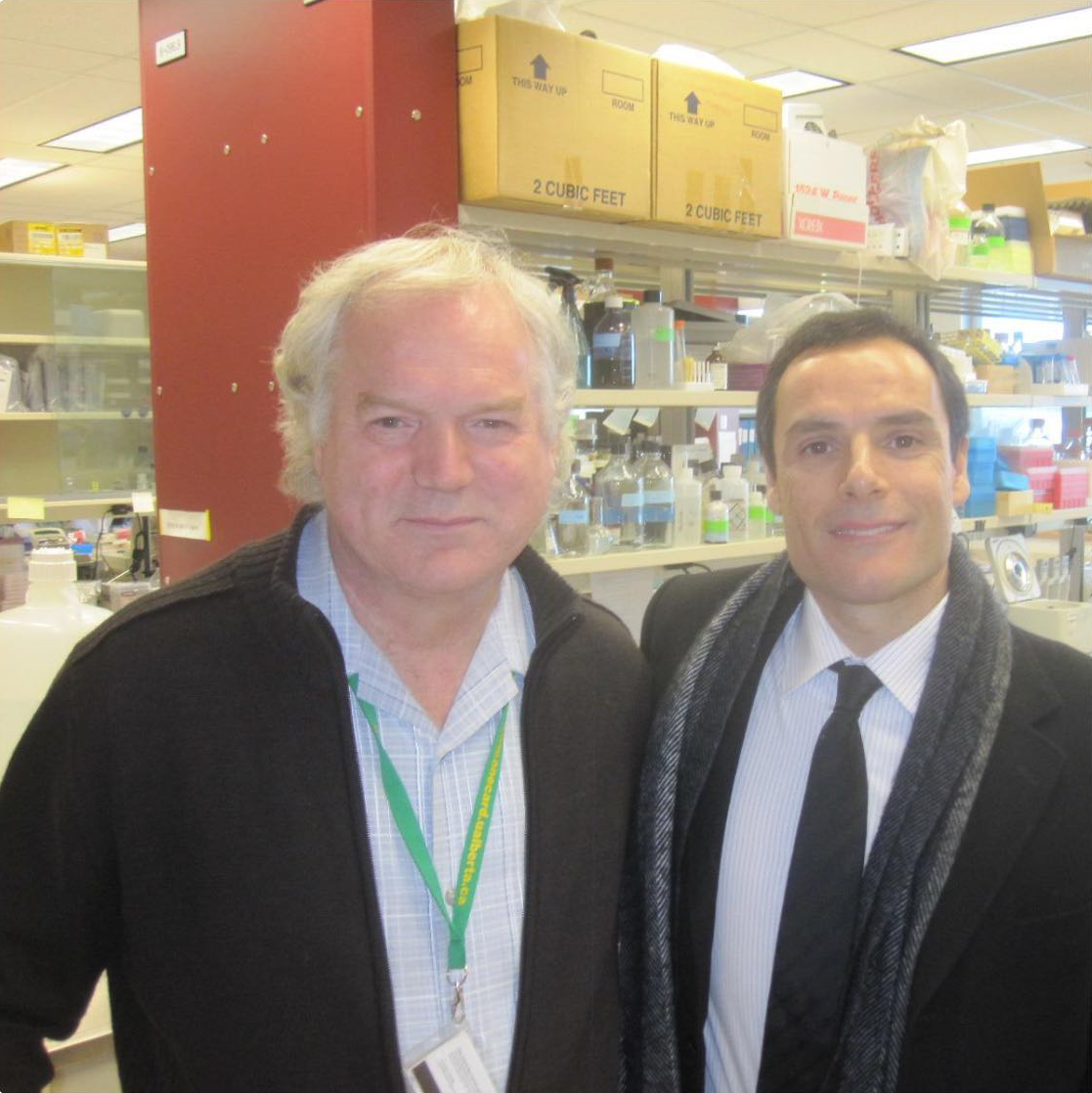
Humberto Silva e Michael Houghton

### Promessa
Humberto declara que ao ser vítima dessa doença e ter trilhado o caminho de suas ações, ele tenha recebido uma missão de Deus. E em agradecimento ao fato de ter descoberto por acaso a doença, e ter tido com isso a oportunidade de se tratar e se curar ele fez um voto de trabalhar até o final de suas forças de graça, para ajudar aos que necessitam  e tentar mudar a situação que o mundo trata a doença.

## A Associação Brasileira dos Portadores de Hepatite

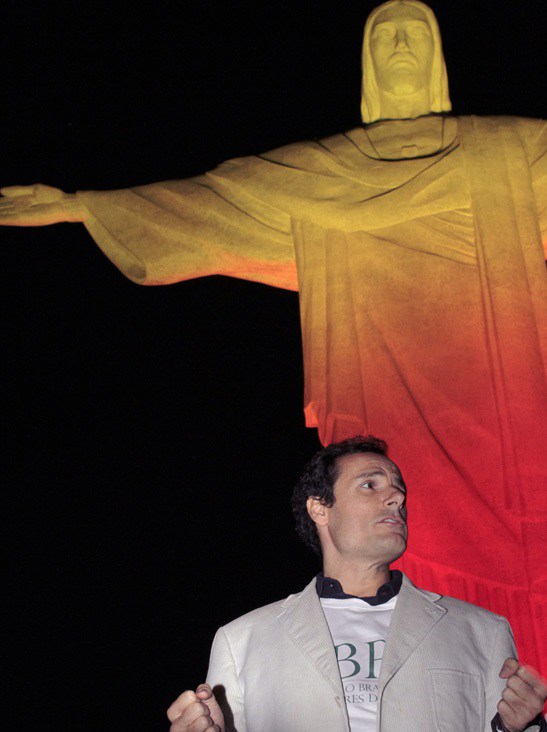
Humberto Silva sob Cristo Redentor

Por não se conformar com a situação injusta e desumana em que a doença era enfrentada pelas autoridades de saúde[ligação inativa], Humberto fundou a maior ONG de Hepatites do Brasil, a ABPH, que tinha como missão a descoberta de pacientes infectados e o fornecimento de acesso ao tratamento e a Cura.

### Clínicas gratuitas
Humberto fundou uma clínica que faz consultas médicas com hepatologistas renomados e trouxe uma máquina moderna chamada FibroScan que não existia na rede pública e que só estava disponível na rede particular, a preços inacessíveis.
A clínica veio proporcionar aos portadores um atendimento totalmente gratuito, incluindo consultas médicas e exames..
Rapidamente a clínica tornou-se um sucesso entre os pacientes, a quem Humberto chama de "irmãos de Hepatite" e ele decidiu abrir outras.
Hoje a ABPH tem clínicas gratuitas em São Paulo, Rio de Janeiro, Porto Alegre, Fortaleza e Belo Horizonte..

## O Fundo Mundial para a Hepatite
Com o objetivo de estender o trabalho para o resto do mundo, Humberto funda em Nova Iorque, em 17 de junho de 2013, o Fundo Mundial para Hepatite (World Hepatitis Fund), cujo lançamento ocorreu na sede das Nações Unidas, durante entrevista na rádio ONU.

## Tratamento e Cura
Seu tratamento foi à base dos remédios Interferon e Ribavirina, únicos disponíveis na época (2011 a 2013). Requeriam uma injeção semanal na barriga e traziam diversos efeitos colaterais como tremedeiras, distúrbios de humor, falta de ar, tosse, anemia, perda de peso, aftas, plaquetopenia, etc. Humberto conseguiu se curar após dois anos de tratamento.

## O Projeto HEPATITE ZERO

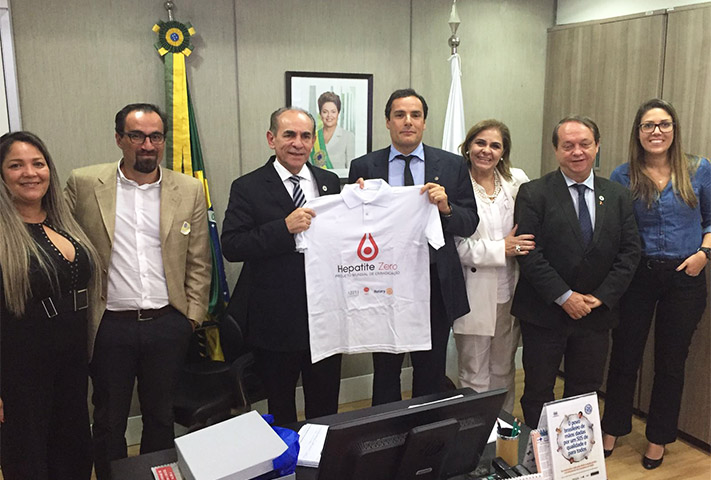
Equipe ABPH com Ministro da Saúde

Criador de um dos mais ousados projetos humanitários da história, Humberto trouxe o seu sonho para o Rotary International, mostrando aos rotarianos, em diversas partes do mundo, a gravidade da situação das Hepatites, doenças que matam por ano, cerca de 1,4 milhões de pessoas.
O projeto tenciona salvar da obscuridade da doença cerca de meio bilhão de cidadãos em todos os países do mundo, através de testagens, tratamento e políticas públicas.

## Peregrinação
Auxiliado pelo fato de de falar seis línguas, Humberto visitou 109 países do mundo e ainda hoje se dedica a arregimentar aliados e campanhas para a causa da Hepatite.

### Testando milhões de pessoas
O seu maior ideal é o de descobrir infectados, rompendo o silêncio que isola a doença. Nessa linha, suas campanhas realizam milhões de testagens gratuitas pelas ruas e detectam milhares de contaminados. Cada pessoa diagnosticada passa a ter  chances de se tratar, curar e salvar sua vida.

## Antecendentes
Antes de ser acometido pela doença, Humberto já trabalhava na área de filantropia. Atualmente, é também empresário, proprietário de um grupo de marketing.

### Clínica de criança com câncer
Humberto idealizou e fundou o Fundo de Assistência à Criança (FAC), em 2001. Um instituto que mantém diversas casas de apoio em 15 estados do Brasil.
A maior realização do FAC foi construção de sua clínica gratuita, também apelidada de "Casa Humberto", que recebe e trata crianças com câncer, provendo médicos oncologistas, hematologistas, dentistas, psicólogos, nutricionistas, etc., aplicando inclusive quimioterapia.

### Abertura do mercado inglês de futebol
Outro feito de sua vida foi o de ter aberto o mercado inglês de futebol para o Brasil, tendo negociado o primeiro jogador brasileiro a participar da Premier League - Mirandinha, vendido do Palmeiras ao Newcastle United em 1987. Até então havia uma rejeição à contratação de brasileiros, julgando-se que eles não tinham a força e resistência necessárias para enfrentar o duro campeonato inglês. 
Humberto, que contava na época com apenas 22 anos, trabalhou na Premier League inglesa por 6 meses, contratado pelo Newcastle United.

## Ligações Externas
Website Projeto Hepatite Zero
Website ABPH
Website Fundo Mundial para a Hepatite (WHF)